# Rousset-les-Vignes
Rousset-les-Vignes – miejscowość i gmina we Francji, w regionie Owernia-Rodan-Alpy, w departamencie Drôme.
Według danych na rok 1990 gminę zamieszkiwało 257 osób, a gęstość zaludnienia wynosiła 17 osób/km² (wśród 2880 gmin regionu Rodan-Alpy Rousset-les-Vignes plasuje się na 1371. miejscu pod względem liczby ludności, natomiast pod względem powierzchni na miejscu 764.).

## Populacja

Populacja Rousset-les-Vignes w latach 1962-2008

## Galeria

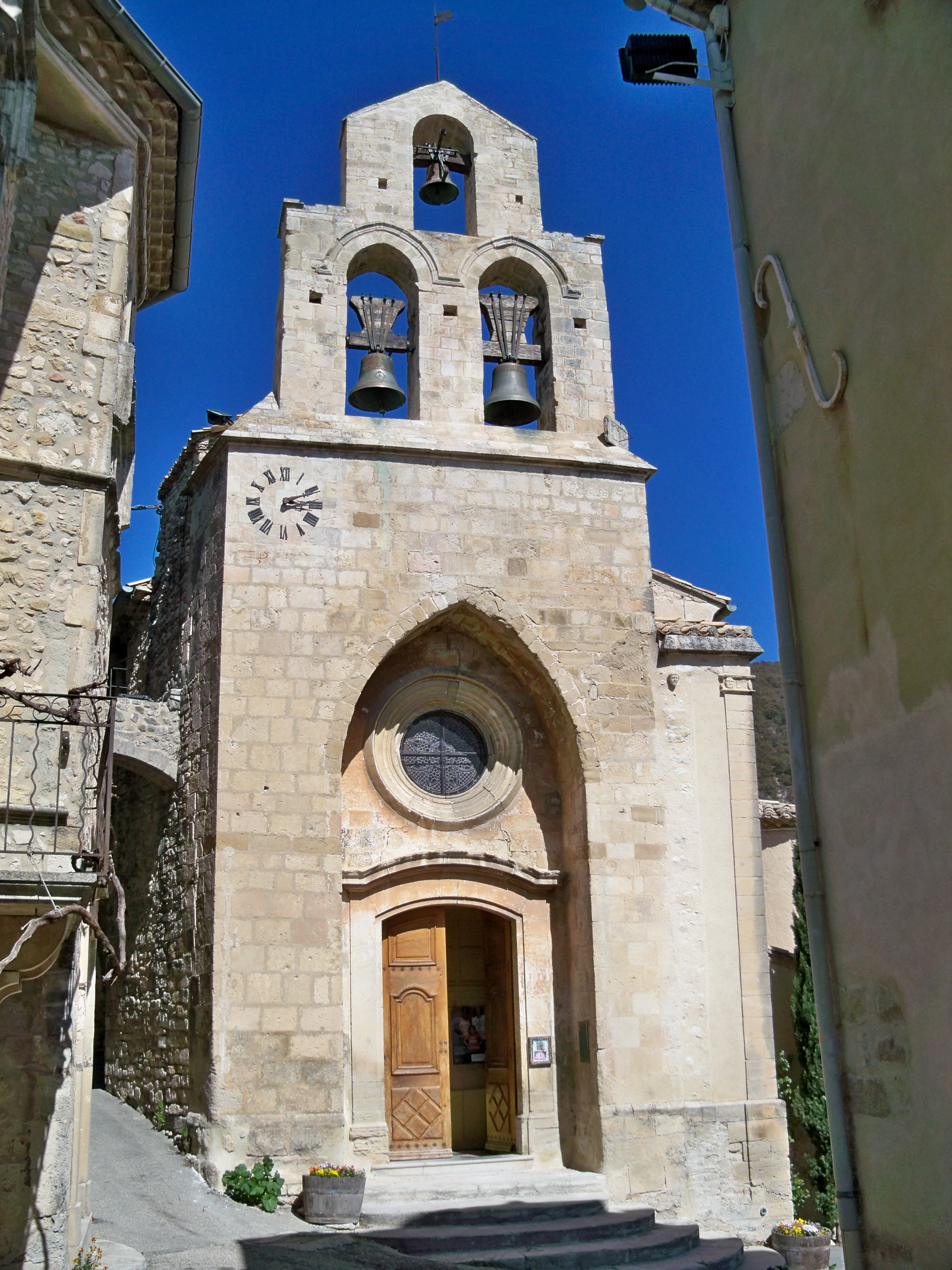
Kościół, 2012
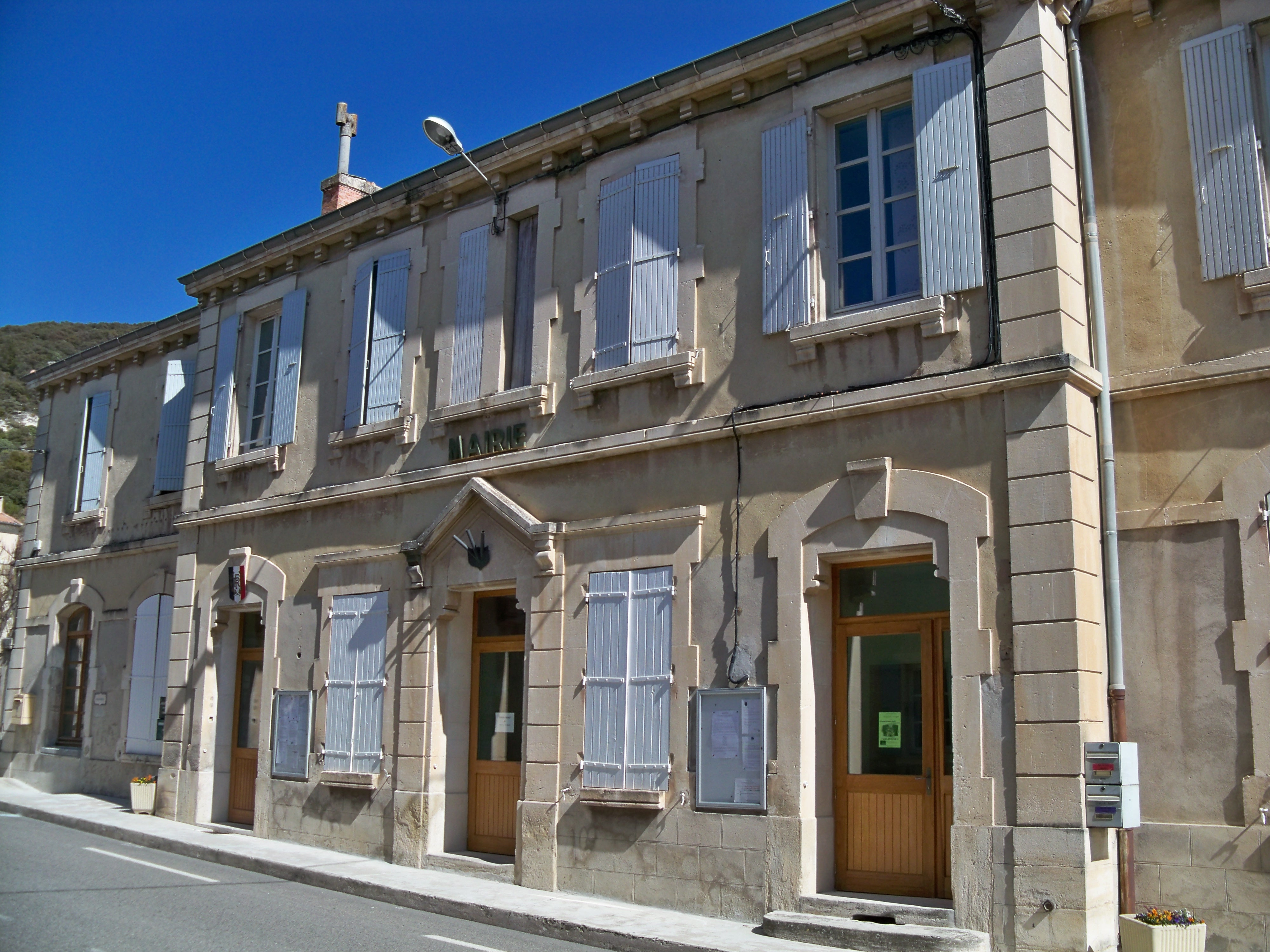
Ratusz, 2012
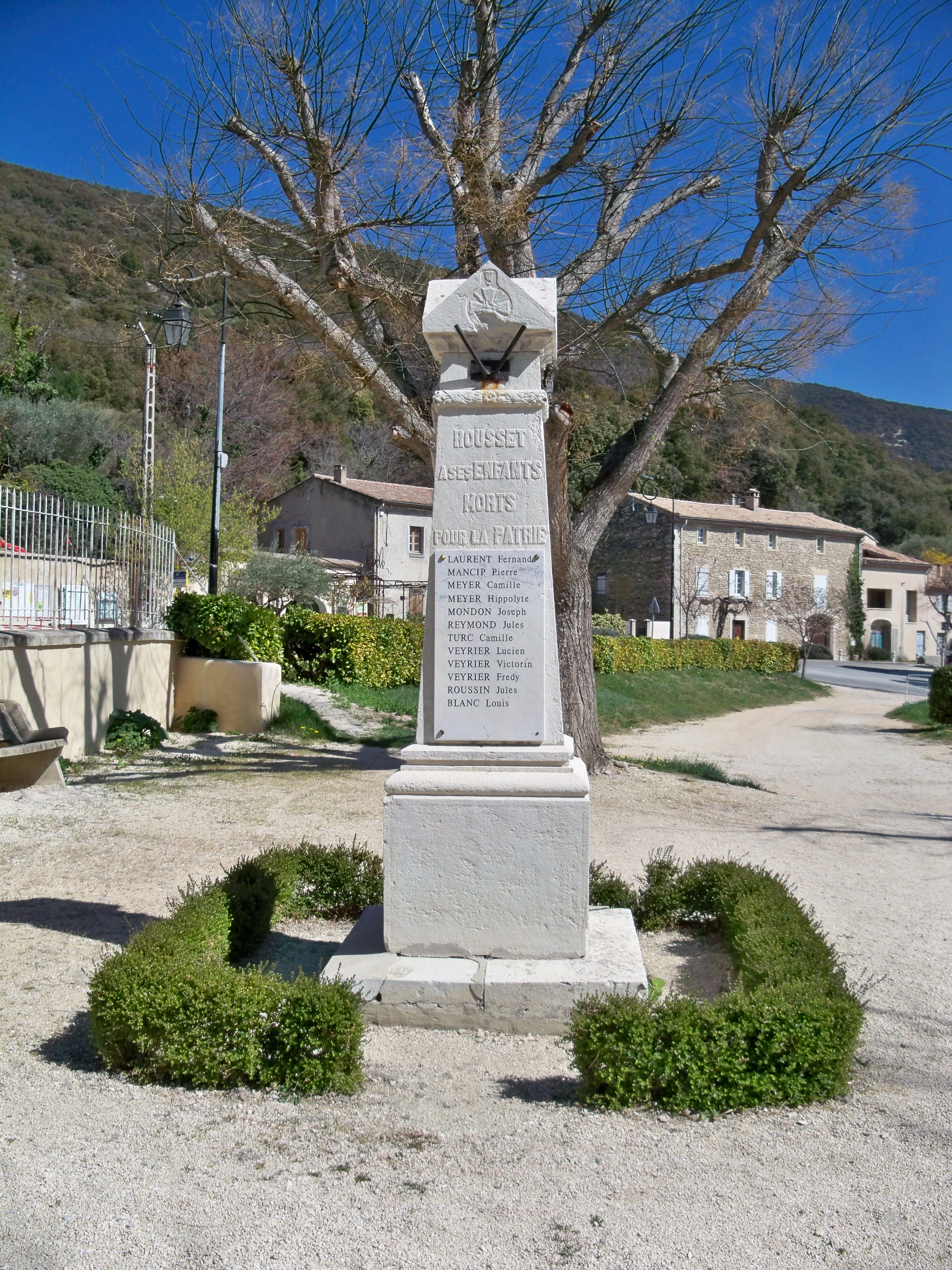
Pomnik, 2012